# Cryptocephalus pusillus
Cryptocephalus pusillus es una especie de insecto coleóptero de la familia Chrysomelidae.
Fue descrita científicamente en 1777 por Fabricius.